# MessagEase (teclado virtual)

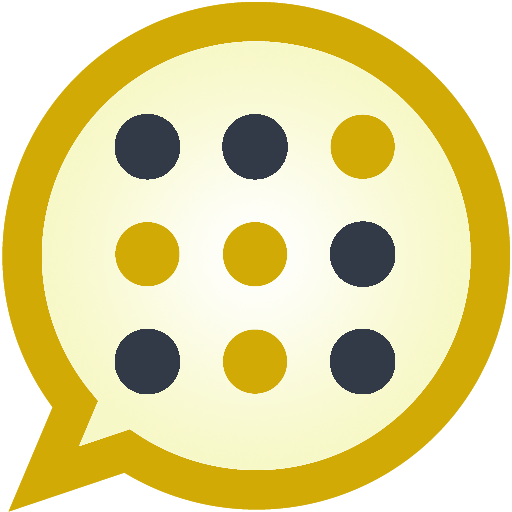
Logotipo MessagEase

MessagEase es un teclado virtual pensado para dispositivos con pantalla táctil. Fue creado por Saied B. Nesbat y se basa en un sistema de entrada innovador que utiliza una matriz de 3x3. Esto permite a los usuarios presionar o deslizar en diferentes direcciones—arriba, abajo, izquierda, derecha o en diagonal—para acceder a todas las teclas y símbolos. Este teclado está diseñado especialmente para teléfonos móviles, emulando el reducido número de 12 teclas que tenían los primeros modelos de celulares.
Fue desarrollado por Exideas, lanzado en 2002, acompañado de un artículo científico.Su investigación se centra en la optimización de la entrada de texto al abordar las limitaciones del teclado QWERTY, que presenta teclas demasiado pequeñas para ser prácticas en pantallas reducidas. En contraste, MessagEase utiliza teclas significativamente más grandes, aproximadamente cuatro veces el tamaño de una tecla QWERTY, lo que facilita y acelera la selección. 

## Disposición

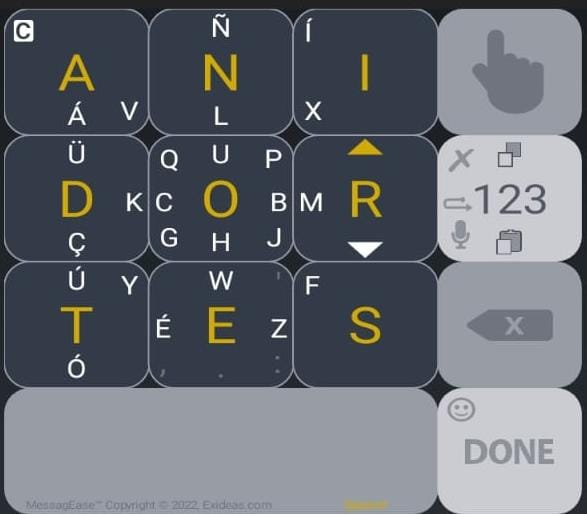
Teclado MessagEase por defecto en español

Este teclado tiene solamente 9 teclas, pero más grandes, permitiendo la entrada de letras frecuentes con un simple toque en cualquiera de las teclas disponibles. Las letras y caracteres menos comunes se ingresan mediante un deslizamiento o arrastre. La disposición de cada letra se calcula en función de su frecuencia y la frecuencia de pares de letras, lo que minimiza el movimiento del dedo y maximiza la velocidad de entrada de texto. 
MessagEase es un sistema de entrada de texto que permite la escritura completa (ASCII completo 220) y se adapta a cualquier idioma. En cada idioma, se adaptan las letras más utilizadas, lo que optimiza aún más la experiencia de escritura. Además, su alto nivel de personalización permite introducir rápidamente cualquier símbolo del sistema estándar ASCII, lo que lo convierte en una herramienta versátil para usuarios de diferentes lenguajes. 
Según un análisis comparativo basado en la ley de Fitts, se han observado velocidades de escritura entre 50 y 63 palabras por minuto (WPM) en su versión con teclas suaves, mientras que la versión con teclas duras alcanza entre 30 y 37 WPM. 

### Teclas de un toque
En español, las letras más comunes son A, N, I, D, O, R, T, E, S, por lo que son las teclas más grandes y basta con pulsarlas para escribirlas. Lo que refleja la estructura del idioma, donde estas letras son fundamentales para formar palabras y frases que utilizamos en nuestra comunicación diaria.

### Teclas de un solo movimiento
Las siguientes 17 letras menos frecuentes: C, E, F, G, H, L, M, Ñ, P, Q, U, V, W, X, Y, Z, están colocadas de manera que se activen con un solo movimiento del dedo desde o hacia la tecla central (O) (excepto la Z que está colocada alrededor de la tecla 'E' y la letra Ñ que se encuentra en la letra N). Por ejemplo, la letra V se escribe arrastrando el dedo de la A a la O, y la letra L moviéndose de la N a la O.

### Caracteres especiales
Los gestos que generan caracteres especiales, que comprenden 38 símbolos entre acentos y signos de puntuación, se visualizan en un teclado completo que aparece cuando el usuario desliza la barra espaciadora hacia arriba.
Este teclado no es una alternativa en el sentido de que los movimientos de las teclas funcionan en ambos teclados. Más bien, actúa como una herramienta mnemotécnica, que generalmente permanece oculta para no saturar al usuario con información innecesaria. Aunque puede configurarse para ser visible permanentemente.

### Teclas de control
Existe una delgada barra vertical situada a la derecha (o a la izquierda en el modo para usuarios zurdos) que proporciona acceso directo a funciones como cortar, copiar y pegar, al teclado numérico, al control de mayúsculas y minúsculas. Estas acciones también se realiza deslizando el dedo de una celda a otra.

## Disponibilidad.
El teclado está actualmente disponible para dispositivos Android, dispositivos iOS y Apple Watch. Entre otros muchos dispositivos 

### Modelo de suscripción
A partir de febrero de 2024, Exideas ha descontinuado el ofrecimiento gratuito del teclado. Una notificación en pantalla pide a los usuarios que se suscriban a un nuevo modelo de pago. Este cambio no está mencionado en el sitio web de Exideas y ha llevado a muchos críticas y quejas por parte de los usuario. 

### Alternativas de código abierto
En Android, "Thumb-Key" está disponible en F-Droid en su versión gratuita  y en Google Play bajo esquema de pago único. 
"FlickBoard", que permite algunos gestos que no son compatibles con Thumb-Key, está disponible para dispositivos Android en Izzysoft  (y a través de F-Droid si se agrega el repositorio de Izzysoft), así como en Google Play. 